# Diocèse de Świdnica
Le diocèse de Świdnica (en latin : Dioecesis Suidniciensis, en polonais : Diecezja Świdnicka) est un diocèse catholique de Pologne de la province ecclésiastique de Wrocław dont le siège est situé à Świdnica. Il comprend la partie sud-est de la voïvodie de Basse-Silésie. Son territoire est divisé en 191 paroisses, regroupées en 24 doyennés (2022). L'évêque actuel est Marek Mendyk (de), depuis 2020. 

## Historique
Le diocèse de Świdnica a été créé le 24 février 2004 à partir de l'archidiocèse de Wrocław et du diocèse de Legnica, selon la bulle Multos fructus du pape Jean-Paul II

Localisation du diocèse.
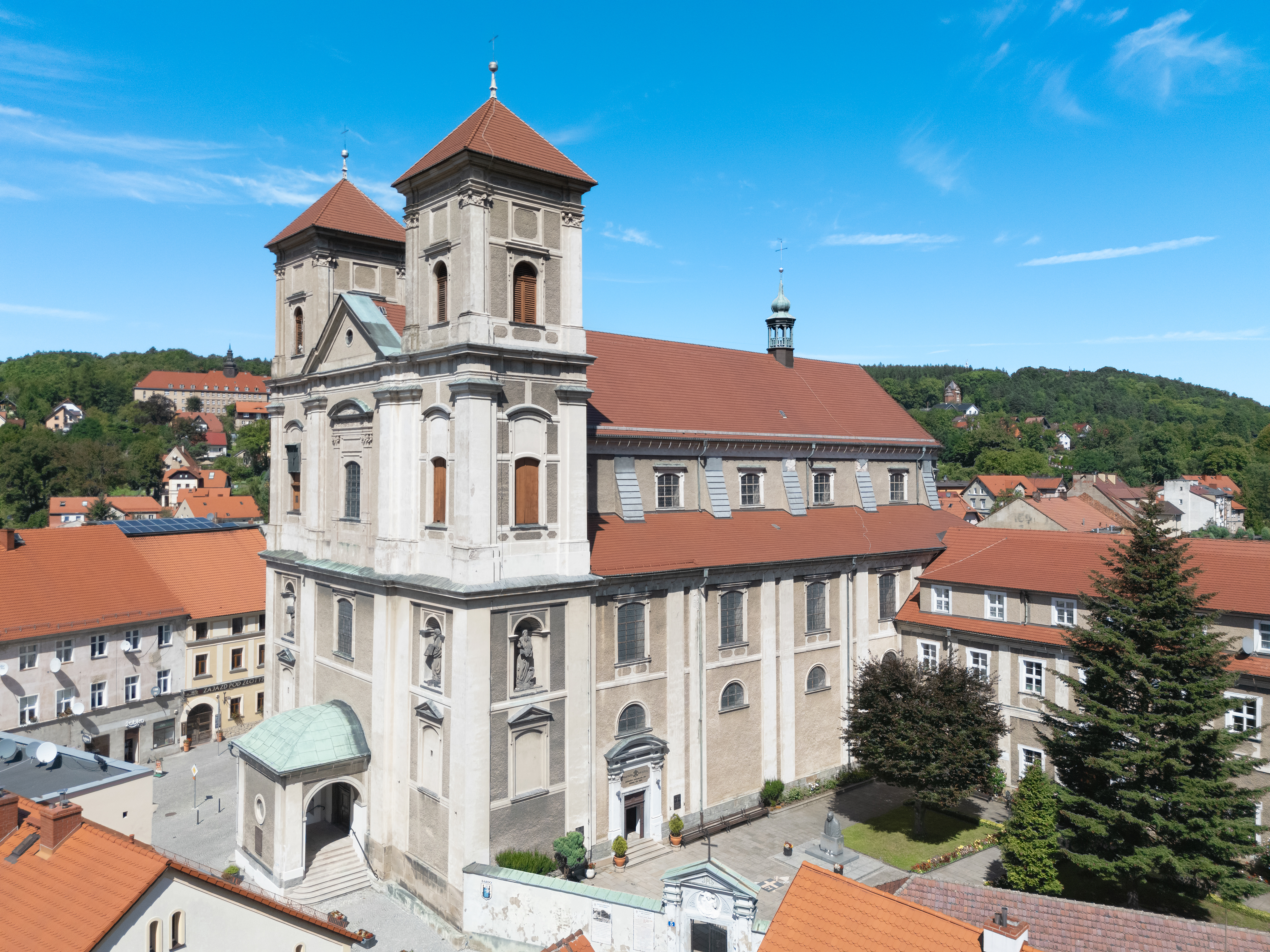
La basilique de la Visitation de Bardo.

## Églises principales du diocèse
- L'église Saint-Stanislas-et-Saint-Venceslas (de) (en polonais : Katedra św. Stanisława i św. Wacława) de Świdnica est la cathédrale du diocèse. Initiée vers 1130 et achevée en 1546, elle est dédiée à Stanislas de Szczepanów et Venceslas Ier (duc de Bohême).

- Basiliques mineures :
  - Basilique de la Visitation-de-la-Bienheureuse-Vierge-Marie (en polonais : Bazylika Nawiedzenia Najświętszej Marii Panny) de Bardo,
  - Basilique de la Visitation-de-la-Bienheureuse-Vierge-Marie (en polonais : Bazylika Nawiedzenia Najświętszej Marii Panny) de Wambierzyce,
  - Basilique des Saints-Pierre-et-Paul (en polonais : Bazylika św. Piotra i Pawła) de Strzegom.

## Évêques
- Ignacy Dec (24 février 2004 - 31 mars 2020)
- Marek Mendyk (de), depuis le 31 mars 2020

- Évêque auxiliaire :
  - Adam Bałabuch (25 juin 2004 - 19 mars 2008).

### Articles liés
- Église catholique en Pologne
- Liste des diocèses catholiques de Pologne